# Sciara humeralis
Sciara humeralis ist eine Art der Mücken innerhalb der Familie der Trauermücken (Sciaridae).

## Merkmale
Die Mücken haben eine Körperlänge von etwa drei Millimetern (Männchen) bzw. 4,5 Millimetern (Weibchen). Ihr Körper ist schwarzbraun, die Beine haben eine etwas hellere Färbung. Die Taster sind dunkel gefärbt, die Halteren gelb. Der Thorax ist schwach beborstet. Die Fühler haben ein nierenförmiges Geißelglied. Das erste Fühlerglied ist sehr langgestreckt, das vierte ist bei den Männchen drei Mal so lang wie breit, bei den Weibchen doppelt so lang. Die hinteren Flügeladern sind grauschwarz, die Ader R1 mündet oberhalb der M-Gabel, die Querader liegt vor der Mitte von R1. Der M-Stiel ist nur nahe der Gabel beborstet. Die Cubitaladern sind stark geschwungen und haben gemeinsam die Form eines Füllhorns. Die Männchen haben am Hinterleibsende einen kräftigen Hypopyg, welcher innenseitig zwei kräftige Endzähne trägt. 

## Lebensweise und Verbreitung
Die Tiere kommen in Mittel- und Nordeuropa sowie in Italien vor. Die Larven entwickeln sich im Boden von Sumpfwiesen. 

## Belege